# 所羅門環球控股
所羅門環球控股有限公司，簡稱所羅門環球控股（英語：Solomon Worldwide Holdings Limited，港交所：8133），在2003年，由黃懷郁（首席執行官），於惠州（總部）成立「鋕科（香港）有限公司」和「凱特工業科技（惠州）有限公司」，前身「鑄能控股有限公司」。
主席為蔡照明。業務在中國內地經營生產和銷售各種類型機械零件產品。
股份在2015年4月30日於港交所創業板上市。配售股份價格為0.2港元，配售股份數目為2.5億股，集資額為5000萬港元。2022年9月20日，公司委任區瑞強為獨立非執行董事。

## 外部連結
- irasia.com/listco/hk/jetepower （页面存档备份，存于）
- solomon-worldwide.com/